# ساکارتولو خوئبا
ساکارتولو خوئبا (به لاتین: Georgian Gorge) یک منطقهٔ مسکونی در گرجستان است که در ناحیه گاگرا واقع شده‌است. ساکارتولو خوئبا ۵۱۸ نفر جمعیت دارد و ۶۰ متر بالاتر از سطح دریا واقع شده‌است.